# Notturno (Schoeck)
Notturno is een compositie van de Othmar Schoeck, dat voltooid werd in 1933.
De bijtitel van het werk luidt: Fünf Sätze für Streichquartett und eine Singstimme nach Gedichten von Nikolaus Lenau und einem Fragment von Gottfried Keller, opus 47. De Zwitserse klassieke muziek is weinig bekend in de wereld; de voornaamste vertegenwoordigers (toen) waren Frank Martin en Arthur Honegger, die internationaal ook doorbraken. Binnen die onopvallende stroming bevond zich ook Othmar Schoeck. Martin en Honegger verdeelden hun aandacht tussen instrumentaal en zangwerk; Schoeck legde de nadruk binnen zijn oeuvre op werken voor zangers en/of koor. Daarbij was de voertaal meestal Duits hetgeen een verdere bekendheid deels in de weg stond. Andere oorzaken kunnen liggen in het feit dat de thema's in zijn muziek niet al te vrolijk is. Alles bij elkaar genomen is zijn discografie klein.
Schoeck werd op latere leeftijd gekweld door depressies en koos voor dit werk dan ook teksten uit, die (voor zover mogelijk) eenzelfde stemming met zich meebrengen. Nikolaus Lenau, van wie het grootste deel van de teksten zijn, werd later krankzinnig en dat is deels terug te zien in zijn gedichten van vlak daarvoor. Ze stralen een immense droevigheid uit. Schoeck vond dat kennelijk zelf ook te gortig en besloot deze toonzetting met een enigszins monterder gedicht van Gottfried Keller. De neerslachtigheid is het enige bindende thema binnen de gedichten, maar ze zijn lukraak gekozen, zodat van een liederencyclus geen sprake is. Bovendien zijn de in totaal tien gedichten verspreid over de vijf delen die het werk kent. De teksten worden wel gezongen, maar op een dermate indringende wijze, dat het neigt naar voordragen.
De muziek is te omschrijven als laat-romantisch. In de jaren dertig waren er in de buurlanden Oostenrijk en Duitsland enorme ontwikkelingen gaande op het gebied van de klassieke muziek. Deze zijn deels voorbijgegaan aan Schoeck, toch hangt er een zweem van de muziek van Alban Berg over dit werk. De zang- en strijkerspartijen zijn technisch moeilijk, maar als wel meer werken uit dat tijdperk is dat nauwelijks hoorbaar. Bovendien zijn de stemmen "ver van elkaar verwijderd", zodat de muziek per instrument goed te volgen is. Het geheel komt over als een werk uit de Tweede Weense School, maar is dat niet.

## Delen
Het werk kent een volgende verdeling:
1. Ruhig
  1. Liebe und Vermählung – Erste Stimme (1840)
  2. Liebe und Vermählung – Zweite Stimme (1840)
  3. Der schwere Abend
  4. Blick in der Strom (1944)
2. Presto
  1. Traumgewalten (1838)
3. Unruhig bewegt
  1. Ein Herbstabend (1838)
4. Ruhig und leise
  1. Waldlieder nummer 9 (1843)
5. Rach und kräftig (quasi recitativo).
  1. Der einsame Trinker I
  2. Impromptu (Keller)

Het thema van het werk is een fragment dat Schoeck uit zijn eigen werk haalde. Hij componeerde Consolation in 1919 voor zijn toenmalige liefde Mary de Senger. Deze liefde hield geen stand en Schoeck trouwde op latere leeftijd Hilde Bartscher. Hij bleef echter verlangen naar de Senger en haalde in dit werk het thema dus terug. Op dat thema wordt de tekst gezongen Der immer naht, ihr immer doch zu felen (het nadert steeds, zonder het te bereiken). Het muzikale thema komt als citaat niet voor, maar de componist varieerde erop. Het totale werk sterft in stilte als de componist hunkert naar een plek tussen de sterren.
De eerste uitvoering vond plaats op 18 mei 1933 in Zürich door Felix Loeffel en het Züricher Strijkkwartet. Een promotor van dit werk werd gevonden in Dietrich Fischer-Dieskau, die het werk veelvuldig zong. Het kon echter niet voorkomen dat deze nocturne in de vergetelheid is geraakt met slechts drie opnamen in 80 jaar. De titel nocturne verwijst in dit geval niet naar de letterlijke nacht, maar naar de donkerheid in het leven, wellicht aangewakkerd door de politieke ontwikkeling in buurland Duitsland.

### Instrumentatie
- zangstem bariton
- 1e viool, 2e viool, altviool, cello

## Discografie
- Uitgave Gallo Francois le Roux met het Stanislas Kwartet
- Uitgave Atlantis ; Kurt Widmer met het Amati Kwartet (1989)
- Uitgave ECM Records 2009: Christian Gerharer met het Rosamunde kwartet in een opname uit december 2007;